# 장강로
장강로(Janggang-ro)는 전라남도 장흥군 장흥읍 충열사거리에서 영암군 영암읍 장흥교차로를 잇는 도로이다.

## 연혁
- 2009년 7월 3일 : 2개 이상 시·군에 걸쳐 있는 광역도로로 장강로를 고시[1]

## 주요 경유지
전라남도
- 장흥군 (장흥읍) - 강진군 (병영면 - 옴천면) - 영암군 (영암읍)

## 노선
| 이름                | 접속 노선                 | 소재지 | 소재지 | 비고 |
| ------------------- | ------------------------- | ------ | ------ | ---- |
| 충열사거리          | 국도 제23호선 (장흥대로)  | 장흥군 | 장흥읍 |      |
| 병암면삼인리 교차로 | 화병로                    | 강진군 | 병영면 |      |
| 성남2교             |                           | 강진군 | 병영면 |      |
| 병암면소재지 교차로 | 지방도 제830호선 (하멜로) | 강진군 | 병영면 |      |
| 병암면소재지 교차로 | 병영성로                  | 강진군 | 병영면 |      |
| 기알재              |                           | 강진군 | 옴천면 |      |
| 개신교              |                           | 강진군 | 옴천면 |      |
| 옴천면영산리 교차로 | 옴천로                    | 강진군 | 옴천면 |      |
| 돈받재              |                           | 영암군 | 영암읍 |      |
| 장흥 교차로         | 국도 제17호선 (예향로)    | 영암군 | 영암읍 |      |

## 주요 시설및 건물
- 옴천영산보건진료소 (장강로 1776/영산리 376-1)